# 野辺地鼎
野辺地 鼎（のべち かなえ、1944年8月9日 - ）は北海道出身のプロゴルファー。
兄・野辺地純もプロゴルファー。

## 来歴
大学卒業後は銀行に就職が決まっていたが、家の隣にあった小樽カントリー倶楽部の所属プロであった実兄の強い引き合いがあってプロを目指すことになり、小樽CCの研修生となる。
1971年には北海道オープンを制し兄弟制覇を成し遂げ、1975年のプロ入会後に小樽CC所属プロとなると、同年には兄に続いて北海道オープン2勝目を挙げる。
1978年には関東プロで初日を4アンダー68で中嶋常幸・金井清一・横島由一・竹安孝博と並んでの2位タイでスタートし、2日目には横島と共に青木功と並んでの4位タイに着けた。ホームコースの小樽CCで行われた日本プロでは初日に3アンダー69をマークして青木・上野忠美・小林富士夫・渡辺修・金本章生・久保四郎・鷹巣南雄・高橋信雄と並んでの4位タイでスタートし、北海道オープンで兄弟揃って上原宏一の4位タイに入り、道東オープンで優勝。
1976年には札幌オープンも制して兄弟制覇、1979年にも同大会を制す。
1981年の関東プロでは初日を波多野修・藤木三郎・横島・金井・船渡川育宏と並んでの9位タイでスタートし、2日目には69をマークして羽川豊と並んでの4位タイに着けた。
1991年から15年間は日本プロゴルフ協会理事として様々な分野で協会の運営に携わると共に、北海道のゴルフ普及事業、ジュニア育成などに尽力し、プロゴルファーの地位向上、職域拡大に貢献。
1994年の札幌とうきゅうオープンを最後にレギュラーツアー、2001年の日本シニアオープンを最後にシニアツアーから引退するが、2002年には1日大会の杉原輝雄シニアクラシックで海老原清治・井上久雄と並んでの5位タイに入った。
2005年からは所属していた小樽CC支配人に就任し、“伝統を守りつつ集客を伸ばす”という難題を、就任1年目で見事にクリア。
2012年には日本プロスポーツ大賞功労賞を受賞し、現在はハッピーバレーゴルフクラブ札幌支配人。

## 主な優勝
- 1971年 - 北海道オープン
- 1975年 - 北海道オープン
- 1976年 - 札幌オープン
- 1978年 - 道東オープン
- 1979年 - 札幌オープン